# Vincent Regan
Vincent Regan (Swansea, 16 mei 1965) is een Brits acteur.

## Biografie
Regan werd geboren in Swansea bij Ierse immigranten. In zijn jeugd verhuisde hij met zijn ouders naar Ierland, maar vertrok naar Engeland om daar te studeren aan de St Joseph's College in Ipswich. Hierna studeerde hij af in drama aan de Academy of Live and Recorded Arts in Londen. 
Regan begon in 1992 met acteren in de televisieserie Between the Lines, waarna hij nog meer dan 110 rollen speelde in televisieseries en films. 
Regan is getrouwd met actrice Amelia Curtis met wie hij een dochter en zoon heeft, uit een vorige relatie heeft hij nog een dochter. 

## Filmografie

### Films
Selectie:
- 2023 Aquaman and the Lost Kingdom - als Atlan
- 2023 War of the Worlds: The Attack - als Curate
- 2023 Luther: The Fallen Sun - als Dennis McCabe
- 2021 Free Fall - als Mark
- 2021 Resurrection - als Pilate
- 2019 Dark Encounter - als Morgan Anderson
- 2019 Ni une ni deux - als Sean Wilson
- 2018 Tango One - als Donovan
- 2018 Normandie nue - als Bradley
- 2017 The Last Photograph - Mark
- 2017 Eat Locals - The Duke
- 2016 City of Tiny Lights - Schaeffer
- 2014 AB Negative - A
- 2014 Top Dog - Watson
- 2013 Vendetta - Colonel Leach
- 2014 Dementamania - Nicholas Lemarchand
- 2012 St George's Day - Albert Ball
- 2012 Snow White and the Huntsman - als Duke Hammond
- 2011 Ghost Rider: Spirit of Vengeance - als Toma Nikasevic
- 2010 Clash of the Titans - als Kepheus
- 2008 Bathory - als Ferenc Nadasdy
- 2006 300 - als kapitein
- 2005 Unleashed - als Raffles
- 2004 Troy - als Eudorus
- 2001 Black Knight - als Percival
- 2001 Murphy's Law - als Hatcher
- 2001 The Point Men - als Amar Kamil
- 1999 Joan of Arc - als Buck

### Televisieseries
Uitgezonderd eenmalige gastrollen.
- 2024 Shetland - als John Harris - 4 afl.
- 2024 House of the Dragon - als Rickard Thorne - 4 afl.
- 2023 One Piece - als Monkey D. Garp - 8 afl.
- 2021-2023 Before We Die - als Billy Murdoch - 11 afl.
- 2019-2022 Traces - als Phil MacAfee - 6 afl.
- 2022 The Bay - als Ray Conlon - 6 afl.
- 2020 Flesh and Blood - als Tony - 4 afl.
- 2019 Poldark - als Ned Despard - 6 afl.
- 2019 Victoria - als koning Louis Philippe - 2 afl.
- 2018-2019 Delicious - als Mason Elliot - 4 afl.
- 201-20185 The Royals - als king Simon - 14 afl.
- 2017 The White Princess - als Jasper Tudor - 5 afl.
- 2017 Snatch - als Chief Superintendent Jones  - 5 afl.
- 2016 Undercover - als Dominic Carter - 6 afl.
- 2015 A.D. The Bible Continues - als Pontius Pilatus - 12 afl.
- 2014 Atlantis - als Dion - 5 afl.
- 2014 From There to Here - als Stapleton - 3 afl.
- 2014 Silk - als DCI Fitzpatrick - 2 afl.
- 2013 Starlings - als Stephen - 2 afl.
- 2013 New Tricks - als Harry Truman - 2 afl.
- 2012 Strike Back - als Karl Matlock - 10 afl.
- 2012 Hit & Miss - als John - 4 afl.
- 2011-2012 Scott & Bailey - als DCS Dave Murray - 5 afl.
- 2012 Silent Witness - als Tom Bryne - 2 afl.
- 2010 The Nativity - als Herod - 3 afl.
- 2010 Mistresses - als Chris Webb - 4 afl.
- 2007 The Street - als Charlie Morgan - 4 afl.
- 2006-2007 Wild at Heart - als Simon Adams - 2 afl.
- 2005 Empire - als Marc Antony - 6 afl.
- 2003 40 - als Ken - 3 afl.
- 2003 Messiah 2: Vengeance Is Mine - als dr. David Wilby - 2 afl.
- 2002 Rescue Me - als Matthew Nash - 6 afl.
- 2001 Rebel Heart - als Tom O'Toole - 4 afl.
- 1999 Eureka Street - als Jake - 4 afl.
- 1998 Invasion: Earth - als Chris Drake - 6 afl.
- 1992 London's Burning - als Don - 3 afl.

- Biblioteca Nacional de España: XX5570125
- Gemeinsame Normdatei: 1062412826
- International Standard Name Identifier: 0000 0001 1933 5693
- Library of Congress Control Number: no2006032627
- Nationale Bibliotheek van Tsjechië: xx0113687
- Nationale Bibliotheek van Israël: 987007347942305171
- Système universitaire de documentation: 192454331
- Virtual International Authority File: 120116606
- WorldCat: E39PBJg4gdG6MwQcRckVJdRxjC